# Comuna Karlsborg
Karlsborg (Karlsborgs kommun) este o comună din comitatul Västra Götalands län, Suedia, cu o populație de 6.757 locuitori (2013).

## Geografie

### Zone urbane
Lista celor mai mari zone urbane din comună (anul 2015) conform Biroului Central de Statistică al Suediei:
| Nr | Zona urbană | Pop.  |
| -- | ----------- | ----- |
| 1  | Karlsborg   | 3.624 |
| 2  | Mölltorp    | 1.047 |
| 3  | Forsvik     | 323   |
| 4  | Undenäs     | 238   |

## Demografie
| \| Evoluția demografică în comuna Karlsborg, 1970–2015 \| Evoluția demografică în comuna Karlsborg, 1970–2015 \| Evoluția demografică în comuna Karlsborg, 1970–2015 \| Evoluția demografică în comuna Karlsborg, 1970–2015 \| Evoluția demografică în comuna Karlsborg, 1970–2015 \| \| ----------------------------------------------------------------------------------------------------- \| --------------------------------------------------- \| --------------------------------------------------- \| --------------------------------------------------- \| --------------------------------------------------- \| \| An \| \| \| Locuitori \| \| \| 1970 \| 1970 \| \| 8430 \| 8430 \| \| 1975 \| 1975 \| \| 8157 \| 8157 \| \| 1980 \| 1980 \| \| 8236 \| 8236 \| \| 1985 \| 1985 \| \| 8038 \| 8038 \| \| 1990 \| 1990 \| \| 8085 \| 8085 \| \| 1995 \| 1995 \| \| 7645 \| 7645 \| \| 2000 \| 2000 \| \| 7100 \| 7100 \| \| 2005 \| 2005 \| \| 6898 \| 6898 \| \| 2010 \| 2010 \| \| 6752 \| 6752 \| \| 2015 \| 2015 \| \| 6764 \| 6764 \| \| Sursa: SCB - Statistika Centralbyrån, Folkmängd efter region, civilstånd, ålder och kön. År 1968–2016 \| \| \| \| \| |      |  |           |      |
| Evoluția demografică în comuna Karlsborg, 1970–2015 |      |  |           |      |
| An |      |  | Locuitori |      |
| 1970 | 1970 |  | 8430      | 8430 |
| 1975 | 1975 |  | 8157      | 8157 |
| 1980 | 1980 |  | 8236      | 8236 |
| 1985 | 1985 |  | 8038      | 8038 |
| 1990 | 1990 |  | 8085      | 8085 |
| 1995 | 1995 |  | 7645      | 7645 |
| 2000 | 2000 |  | 7100      | 7100 |
| 2005 | 2005 |  | 6898      | 6898 |
| 2010 | 2010 |  | 6752      | 6752 |
| 2015 | 2015 |  | 6764      | 6764 |
| Sursa: SCB - Statistika Centralbyrån, Folkmängd efter region, civilstånd, ålder och kön. År 1968–2016 |      |  |           |      |